# Јуре Лалић
Јуре Лалић (Макарска, 8. фебруар 1986) је хрватски кошаркаш. Игра на позицији центра, а тренутно наступа за Капошвар.

## Успеси

### Клупски
- Задар:
  - Првенство Хрватске (2): 2004/05, 2007/08.
  - Куп Хрватске (3): 2005, 2006, 2007.

- Спиру Шарлроа:
  - Првенство Белгије (1): 2008/09.
  - Куп Белгије (1): 2009.

- Крка:
  - Првенство Словеније (2): 2011/12, 2012/13.
  - Куп Словеније (1): 2016.

- Зјелона Гора:
  - Првенство Пољске (1): 2014/15.
  - Куп Пољске (1): 2015.

- МЗТ Скопље Аеродром:
  - Првенство Македоније (1): 2016/17.
  - Куп Македоније (1): 2018.

### Репрезентативни
- Медитеранске игре:  2009.